# Brion (Saona i Loara)
Brion – miejscowość i gmina we Francji, w regionie Burgundia-Franche-Comté, w departamencie Saona i Loara.
Według danych na rok 1990 gminę zamieszkiwało 359 osób, a gęstość zaludnienia wynosiła 22 osoby/km² (wśród 2044 gmin Burgundii Brion plasuje się na 561. miejscu pod względem liczby ludności, natomiast pod względem powierzchni na miejscu 580.).